# Hudson River Chain

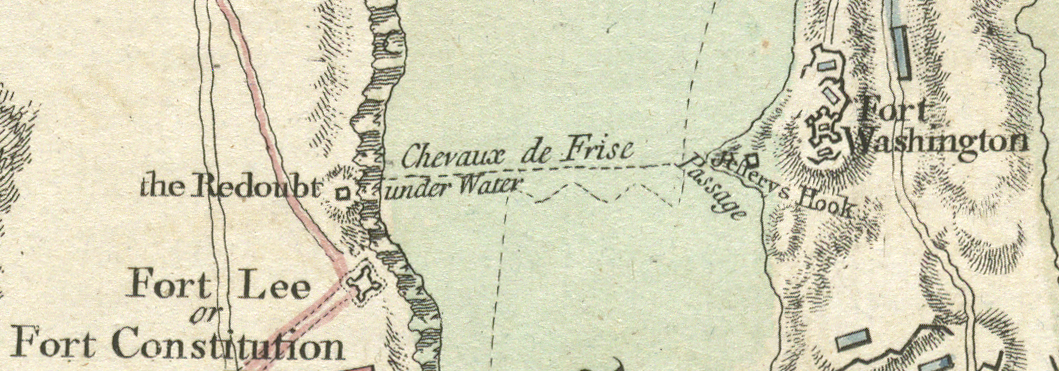
Plan d'implantation de l'Hudson River Chain.

L'Hudson River Chain est un dispositif défensif implanté sur le fleuve Hudson, constitué de deux chaînes faisant obstacle à la navigation et de deux chevaux de frise.
Construit entre 1776 et 1778 pendant la guerre d'indépendance des États-Unis, ce système avait pour objectif d'empêcher les vaisseaux britanniques de remonter l'Hudson.

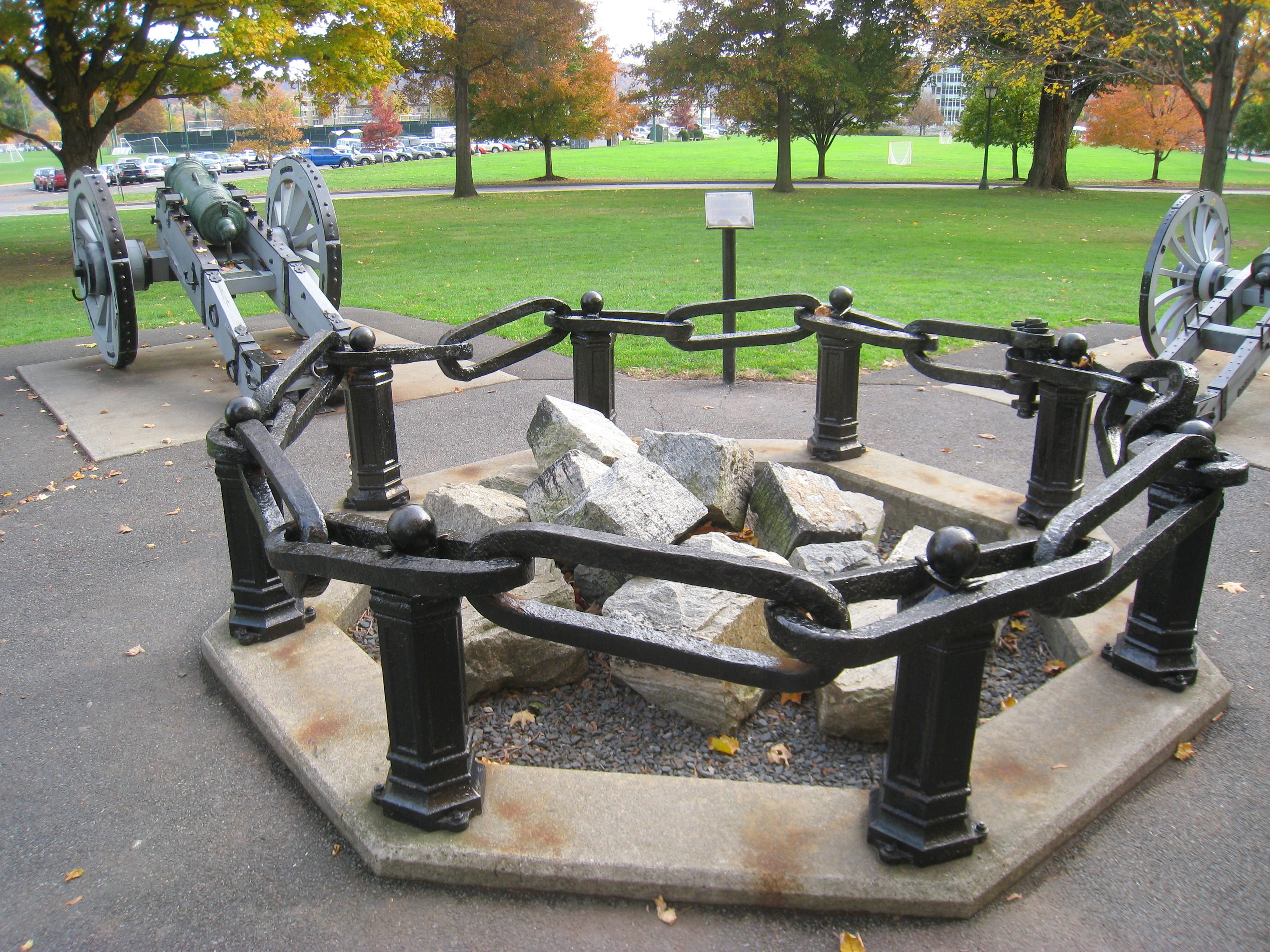
Vestiges de la chaîne conservés à l'Académie militaire de West Point.